# 로베르 오셍
로베르 오셍(Abraham Hosseinoff, 1927년 12월 30일 ~ 2020년 12월 31일)은 프랑스의 영화배우, 영화감독, 각본가, 작가이다. 사인은 코로나 19로 사망했다.

## 영화
- 트리비알 (2007년)
- 패밀리 머더 파티 (2006년)
- 비너스 보떼 (1999년)
- 왁스 마스크 (1997년)
- 남과 여 20년 후 (1986, Un homme et une femme : Vingt ans déjà)
- 깜짝 파티 (1983년)
- 레 미제라블 (1982년) - 감독
- 사랑과 슬픔의 볼레로 (1981년)
- 프로페셔널 (1981년)
- 돈 쥬앙 73 (1973년)
- 에메랄드 강도 사건 (1971년)
- 낙하점 (1970년)
- 엘 알라메인 전투 (1969년)
- 개인교수(프랑스어판) (1968년)
- OSS 117 - 로마 작전 (1968년)
- 쿠브라이 칸(영어판) (1965년)
- 죽음의 상속자 (1964년)
- OSS 117 (1964년)
- 사라진 여인들 (1959년)
- 블론드 인 어 화이트 카 (1958년)
- 조심해요, 소녀들! (1957년)
- 우리의 죄를 사하여 주시고 (1956년)
- 죄와 벌 (1956년)
- 리피피 (1955년)
- 금색 강변 (1954년)